# Medvode

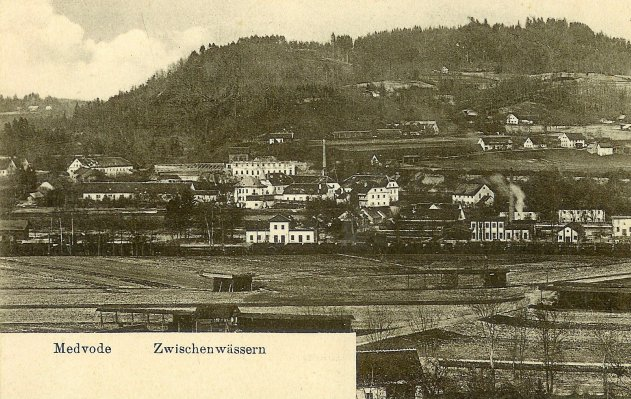
Medvode um 1908

Die Stadt Medvode (deutsch: Zwischenwässern), Hauptort der 31 Ortschaften und Siedlungen umfassenden Gemeinde Medvode, liegt in der historischen Landschaft Oberkrain (statistische Region Osrednjeslovenska) in Slowenien.

## Lage
Die Stadt Medvode liegt an der Mündung des Flusses Sora in die Save an einem schmalen Durchbruch zwischen dem Berg Šmarna Gora (Großkahlenberg) und dem Mittelgebirge von Polhov Gradec (Polhograjsko hribovje). Sie befindet sich auf einer Seehöhe von 313 m. ü. A. zwischen der südöstlich gelegenen Landeshauptstadt Ljubljana und dem nordwestlich gelegenen Kranj, die beide etwa 12 km entfernt sind.

## Sehenswürdigkeiten
Zu den beliebtesten Ausflugsziele im Raum Ljubljana zählt der Stausee Zbiljsko jezero.